# Огнян Донев
Огнян Иванов Донев е български бизнесмен.

## Биография
Роден е в Белград на 22 декември 1957 г. Баща му Иван Донев е дългогодишен външнотърговски служител, работи в страната и чужбина.
Учи в Хамбург и Виена. Завършва Немската гимназия в София. Следва (1976 – 1981) и завършва международни икономически отношения във Висшия икономически институт „Карл Маркс“ в София. През 1986 г. защитава докторска степен по икономика в Берлин.
Започва частен бизнес през 1990 г. Ръководител е на търговски представителства на европейски фирми в България в периода 1991 – 1997.
През 1998 г. участва в приватизацията на „Унифарм“ (фабрика в софийския квартал Дървеница) и става председател на Надзорния съвет на дружеството. Участва в приватизацията на „Софарма“, чийто изпълнителен директор е от октомври 2000 г..
През ноември 2010 г. става председател на Конфедерацията на работодателите и индустриалците в България с двугодишен мандат. Преизбран е за председател на КРИБ през ноември 2012 г.